# Zelotes argoliensis
Zelotes argoliensis är en spindelart som först beskrevs av Carl Ludwig Koch 1839.  Zelotes argoliensis ingår i släktet Zelotes och familjen plattbuksspindlar.
Artens utbredningsområde är Grekland. Inga underarter finns listade i Catalogue of Life.